# Mark DeSaulnier

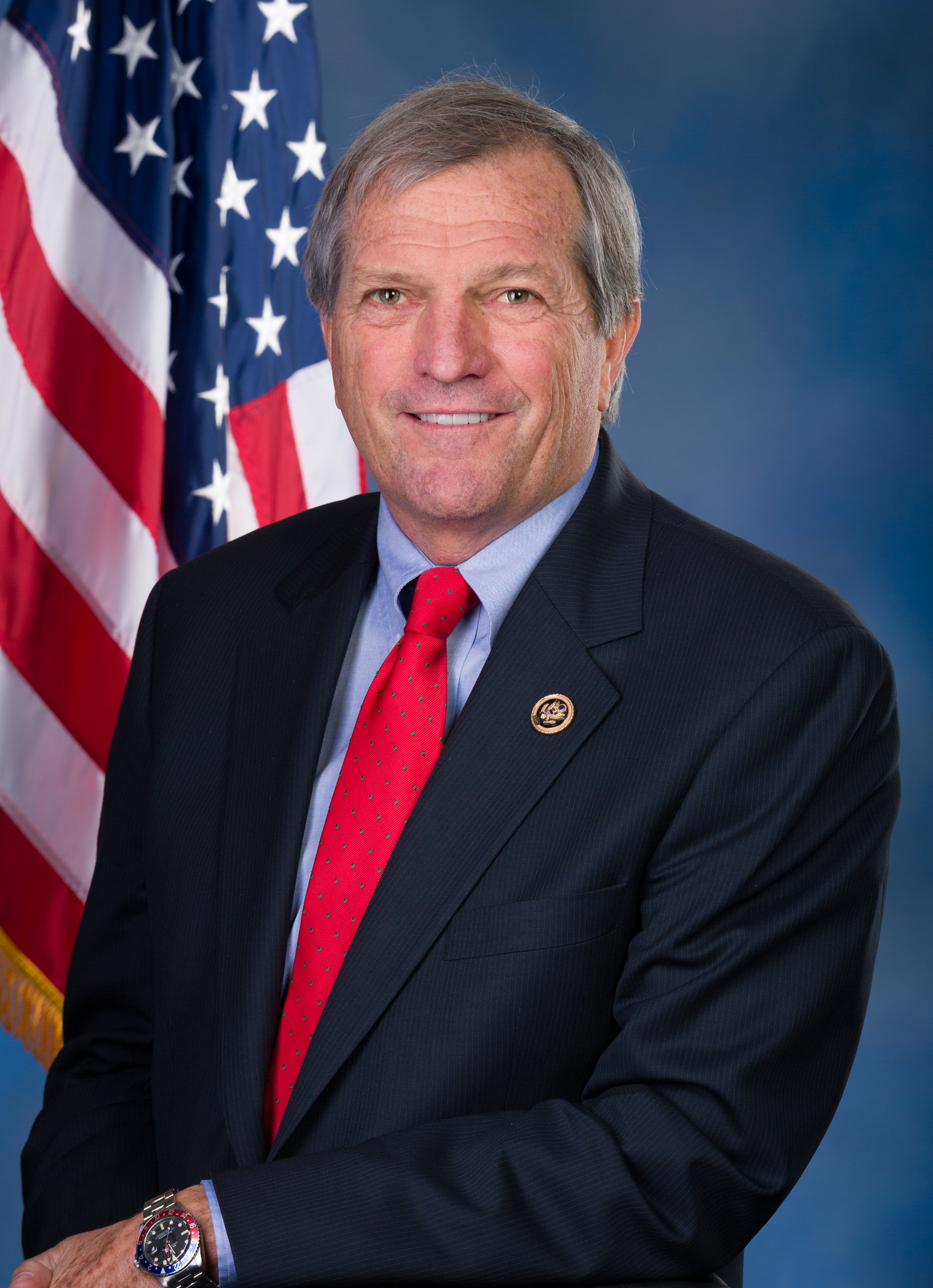
Mark DeSaulnier (2015)

Mark James DeSaulnier (* 31. März 1952 in Lowell, Middlesex County, Massachusetts) ist ein US-amerikanischer Politiker der Demokratischen Partei. Seit 2023 vertritt er den zehnten Sitz des Bundesstaats Kalifornien im US-Repräsentantenhaus.

## Privatleben
Mark DeSaulnier studierte bis 1974 am College of the Holy Cross in Worcester Geschichte, wo er einen Bachelor of Arts erwarb. Anschließend zog er nach Kalifornien, wo er sich in Concord niederließ. In den folgenden Jahren arbeitete er in verschiedenen Branchen, unter anderem in der Hotelbranche. Er war Mitglied in zwei Gewerkschaften. Später betrieb und leitete er einige Restaurants.
DeSaulnier lebt in Concord und hat zwei Söhne.

## Politik
Politisch schloss er sich der Demokratischen Partei an. Zwischen 1991 und 1994 gehörte er dem Gemeinderat von Concord an. Zwischenzeitlich amtierte er dort im Jahr 1993 auch als Bürgermeister. Von 1994 bis 2006 war er Mitglied des Bezirksrates im Contra Costa County. Für einige Zeit war er Vorsitzender dieses Gremiums. Im Jahr 2003 absolvierte er eine politische Ausbildung an der Harvard Kennedy School. Von 2006 bis 2008 war DeSaulnier Abgeordneter in der California State Assembly; zwischen 2008 und 2014 saß er im dortigen Staatssenat.
Bei den Kongresswahlen des Jahres 2014 wurde DeSaulnier im elften Wahlbezirk von Kalifornien in das US-Repräsentantenhaus in Washington, D.C. gewählt, wo er am 3. Januar 2015 die Nachfolge von George Miller antrat, der nicht mehr kandidiert hatte. Er gewann mit 67 zu 32 Prozent der Stimmen gegen den Republikaner Tue Phan-Quang. Im Jahr 2016 besiegte er den Republikaner Roger Petersen noch deutlicher mit 72,1 %. 2018 konnte er sich mit 74,1 %, dieses Mal gegen John Fitzgerald von der Republikanischen Partei, durchsetzen. Die Wahl zum Repräsentantenhaus der Vereinigten Staaten 2020 gewann er mit 73 % gegen Nisha Sharma von den Republikanern.
Die offene Primary (Vorwahl) für die Wahlen 2022, nunmehr für den zehnten Distrikt, am 7. Juni gewann er mit 84,9 % klar. Er trat dadurch am 8. November 2022 gegen Michael Ernest Kerr von der Green Party an. Er konnte die Wahl mit 79,5 % der Stimmen deutlich für sich entscheiden und war dadurch auch im Repräsentantenhaus des 118. Kongresses vertreten. Diesen Bezirk vertrat zuvor sein Parteikollege Josh Harder, der in den neunten Distrikt wechselte. Bei der Kongresswahl 2024 qualifizierten sich Mark 
DeSaulnier und die Republikanerin Katherine Piccinini in der Vorwahl für die Wahl im November. Mit 66,5 % gewann er dann seine Wiederwahl.

## Ausschüsse
Er ist Mitglied in folgenden Ausschüssen des Repräsentantenhauses:
- Committee on Education and the Workforce
  - Early Childhood, Elementary, and Secondary Education
  - Health, Employment, Labor, and Pensions
- Committee on Ethics
- Committee on Transportation and Infrastructure
  - Aviation
  - Highways and Transit
  - Railroads, Pipelines, and Hazardous Materials
  - Water Resources and Environment

Früher war er außerdem Mitglied im Committee on Oversight and Reform und im Committee on Rules.